# Podlesie (powiat biłgorajski)
Podlesie (do 1926 r. Aleksandrowska Słoboda) – wieś w Polsce położona w województwie lubelskim, w powiecie biłgorajskim, w gminie Biłgoraj.
| SIMC    | Nazwa   | Rodzaj    |
| ------- | ------- | --------- |
| 0885932 | Czostek | część wsi |

W latach 1975–1998 miejscowość należała administracyjnie do województwa zamojskiego.
Wieś wchodzi w skład sołectwa Dereźnia Solska, Dereźnia Majdańska, Podlesie w gminie Biłgoraj.
Wierni Kościoła rzymskokatolickiego należą do parafii św. Marii Magdaleny w Biłgoraju.

## Szlaki turystyczne
- Szlak im. Józefa Złotkiewicza